# ローバージャパン
ローバージャパン (Rover Japan、ローバージャパン株式会社) は、日本においてイギリス車の輸入・販売を行っていた会社である。1999年、BMWジャパンに統合・吸収された。

## 概要

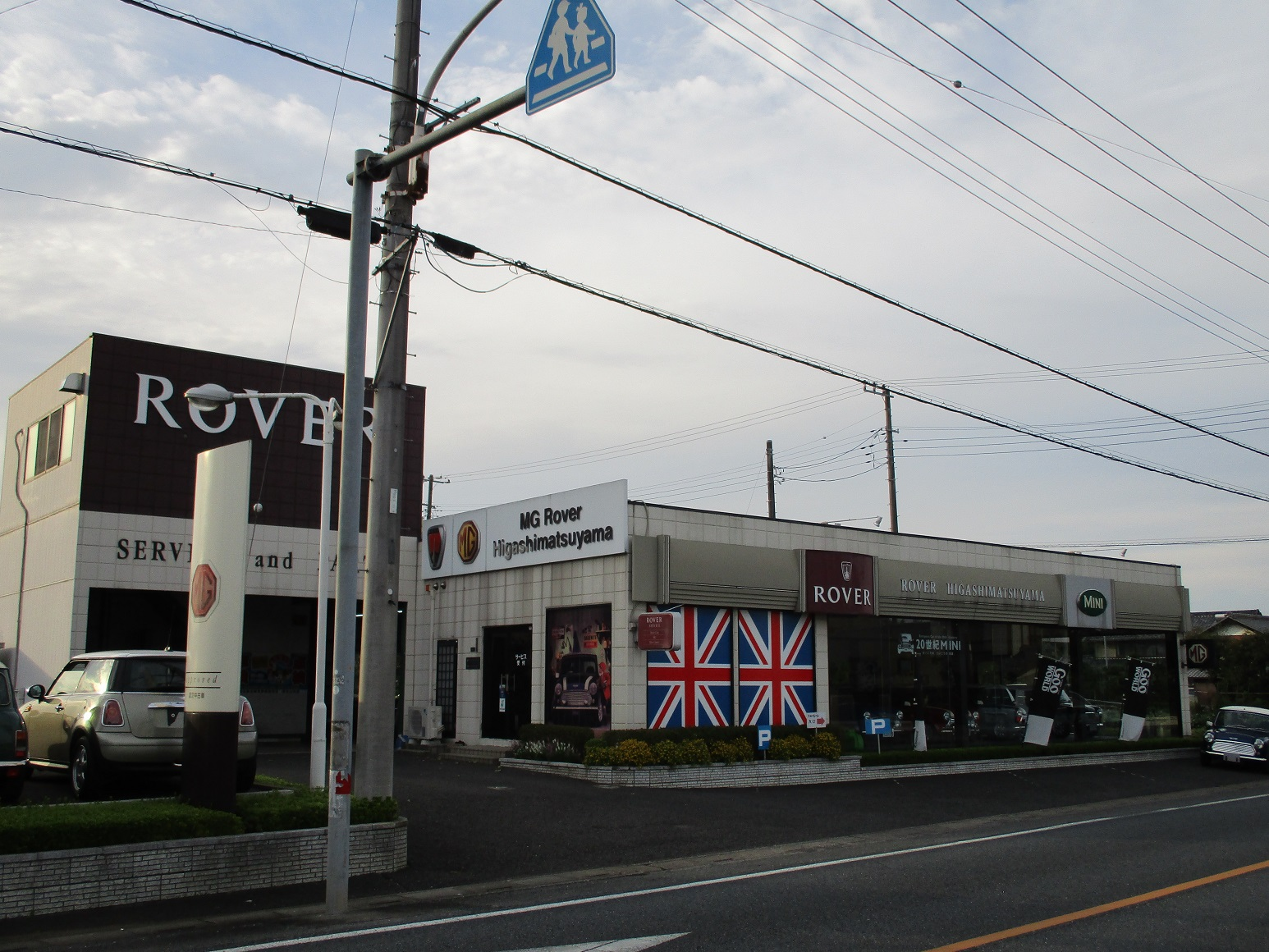
旧ローバー東松山

1977年、日本におけるブリティッシュ・レイランド社製自動車の輸入・販売を目的として、三井物産65%、ブリティッシュ・レイランド社35%の出資比率による「日本レイランド株式会社」として設立された。1983年にはオースチン・ローバー・グループ社の100%出資子会社である「オースチンローバージャパン株式会社」に改組、同グループ製乗用車（ローバー、ランドローバー、Miniなど）の輸入・販売を行った。1989年9月に「ローバージャパン株式会社」へと改称された。
1997年には年間新車登録台数27,155台を記録した。だが、BMWによるローバーグループの買収にともない、1999年、ローバージャパンはBMWジャパンの完全子会社となり、同11月には輸入権と卸売り業務もBMWジャパンに移行した。それに前後して、ローバー車の販売は激減した。
2000年、BMWは同グループを解体して売却、ランドローバーを除く旧ローバーグループ製自動車の日本への正規輸入・販売は終了した。同年8月、BMWジャパンは、購入済み顧客の不安解消を目的として、ローバー車（Mini、ローバー、MGなど。ランドローバーや新型MINIはBMW扱い）アフターサービスを手掛ける新会社「ローバーサービスセンター（RSC）」を設立している。同センターは2003年11月をもって閉鎖され、同所建物は、2007年7月より「BMW東京・天王洲サービスセンター」として営業している。 
旧ローバーグループのうちランドローバーはフォード・モーターによって買収され、日本では買収された「ローバージャパン」がランドローバーブランドの輸入・販売・アフターサービスを目的とした「ランドローバージャパン」（その後ピー・エー・ジーインポート）社に改組された。
オートトレーディングルフトジャパンは2003年7月よりMGローバー（MG車およびローバー車）の日本における正規輸入・販売者となり、ディーラー網「MG Rover Nippon」を開業した。2005年、MGローバー社は経営破綻、当該乗用車の日本への輸入・販売も終了した。

## 特記すべき事業

### フェアプレー政策
1993年頃、英国政府が欧州為替相場メカニズム (ERM) からの脱退を表明。それに伴いUKポンド安となり、ローバーはミニやローバー・400などの主力車種を相次いで値下げした。中でも大きかったのは1994年9月のレンジローバーを300万円も大幅に値下げしたことであった。多くのオーナーがローバーの政策に歓迎し、また他のインポーターも円高還元の値下げを相次いで行うようになった。

### ローバースマートオーナーシップ
残価設定ローンで「半額でローバーに乗れる」というキャッチフレーズだったが、3年後の下取り予想価格を高めに設定してしまい、一部のディーラーとの間でトラブルが生じた。

### その他
- 一時期（1986年～1991年頃）、フランス車プジョーのインポーターとなっていた時期もあった。
- ローバージャパンのマーケティング担当取締役、代表取締役社長を歴任したデイビッド・ブルーム（David Blume）は、1999年のBMWジャパンに統合された後解雇され、その後フォード傘下にあったジャガー・ジャパンの副社長を経て2001年4月に同社社長に就任、社内統合によってジャガー・ランドローバー・ジャパン株式会社社長となった経緯がある[7]。